# Szél Pál
Szél Pál (Százhalombatta, 1956. szeptember 13. – 2022. július 2.) magyar hatdanos judo- és önvédelmi mester, önkormányzati képviselő, a Százhalombattai Polgárőrség alapító-elnöke, a Személy és Vagyonvédelmi Szakmai Kamara alelnöke, vállalkozó.

## Élete
Százhalombattán, Dunafüred városrészben született,  itt élt és dolgozott. Édesapja Szél Pál tűzoltótiszt és kútfúró mester, édesanyja Bodor Borbála. Testvérei Szél László, Szél Ilona és Nagy András. Gyermekei Szél Nikolett, Szél Pál, Szél Bálint, Szél Borbála. Unokái Szél Bianka, Szél Pál, Nikolicza Ggergő. Százhalombattán járt általános iskolába, majd Budapestre került középiskolába, itt érettségizett. Felsőfokú tanulmányait a  Testnevelési Egyetemen (judo szakedző) és a Bánki Donát Főiskolán (biztonságszervező, magánnyomozó) végezte. Halálának oka daganatos betegség.[forrás?]

## Pályafutása

### Sportolóként
A judo sportággal Szabó László judo edző által ismerkedett meg Százhalombattán, a DE SE sporttelepén. Később találkozott Galla Ferenc IX. danos judo mesterrel, aki nagy hatást gyakorolt rá. Az edző-tanítvány kapcsolat, később barátsággá alakult át. A masters kategóriában Sarkadi Jánossal Százhalombattán, Flóri Miklóssal a KSI SE-ben végzi az edzéseket, de sokat segít a versenyekre való felkészítésben Ilyés Gyula is. A 90-es években a judo szakosztály Szél Pál kezdeményezésére alakult meg Százhalombattán, a városi sportegyesületen belül.
A judo mellett hosszú éveken át foglalkozott a Jakab Lajos-féle önvédelemmel is. Jakab mester Londonban alapította meg stílusát, Magyarországon sokáig működött klub Százhalombattán, Debrecenben és Budapesten is. A budapesti klub a mai napig működik. Szél Pál több évtizeden keresztül volt a stílus hazai képviselője, edzéseket tartott, edzőtáborokat szervezett. 1991-ben megírta a Nyírmadától Londonig (avagy az igazi önvédelem) című könyvet.
A judo és az önvédelem küzdősportok mellett egy labdajátékot is űzött, a rögbit. Éveken keresztül a Battai Bátor Bulldogok első osztályú csapatának tagja volt. Az 1989-ben alapított egyesület egyik alapító tagja. Az 1992-es idénytől 11 éven keresztül a dobogón végzett a csapat. 1997-ben bajnokságot, 1998-ban Magyar Kupát nyertek.
Szél Pál nevéhez fűződik a már említett Százhalombatta Városi Sportegyesület (1990), és elődje a Dinamika Sportegyesület (1988) megalapítása is. A SZVSE-en belül működött a rögbi, a judo és az önvédelem szakosztály is. 2004-től a Százhalombatta Városi Ifjúsági Sportegyesület szakosztályaként működik a judo és a rögbi szakosztály is.

### Önkormányzati képviselőként
1994-től a százhalombattai képviselő testület tagja, Dunafüred városrész képviselője. Az 1994-es választásokon függetlenként, majd később SZDSZ tagként indult. A Szabad Demokraták Szövetségének megszűnése után, az ÉSZKE tagjaként indult az önkormányzati választásokon. Az Ifjúsági, Sport, Kulturális és Közrendi Bizottság elnöke, aminek 1990 óta tagja volt. Korábban Közrendi és Sport Tanácsnok.

### Polgárőrség
A Százhalombattai Polgárőrség 1995. évben 125 taggal alakult meg. Alapítója és 1995-től a szervezet elnöke Szél Pál. A megalakulást követő évben 30%-kal csökkent a bűncselekmények száma a településen. Később megalakult a környezetvédelmi-, lovas-, horgász-, ifjúpolgárőr csoport, valamint a SZEM (Szomszédok Egymásért Mozgalom) mozgalom. Az egyesület alap feladatai közé tartozik, a közbiztonság javítása és erősítése. Ezt rendszeres járőrözéssel, figyelőszolgálattal, a rendőri munka segítésével és az információk megfelelő kezelésével tudják biztosítani. Szél Pál elvégezte a Polgárőr Akadémiát, és 2015-től az Országos Polgárőr Szövetség elnökségének tagja.

### Vállalkozóként
A Dinamika Sportegyesület után, 1990-ben megalapította a Dinamika Bt-t is. A vállalkozás kezdetben rendezvények biztosításával foglalkozott, majd átalakult Szamuráj 07 Bt., illetve Szamuráj 07 Kft.-vé. Szél Pál volt a tulajdonosa és ügyvezetője az általa alapított vállalkozásoknak. A Szamuráj cégcsoport élőerős őrzéssel, pénz- és értékszállítással, portaszolgálattal, rendezvénybiztosítással, magánnyomozással, távfelügyeleti járőrszolgálattal is foglalkozott.
A Szél Pál által alapított vállalkozások a személy- és vagyonvédelem terület mellett vaskereskedelemmel, méhteleppel, ingatlan és jármű bérbeadással is foglalkoztak.
Szél Pál a Személy-, Vagyonvédelmi és Magánnyomozói Szakmai Kamara egyik alapítójaként 1998-tól a Pest megyei elnökségi tag, országos küldött, 2003-tól oktatási és tudományos alelnök.

## Eredmények, díjak, elismerések
- Junior Chambers 10 kiemelkedő fiatal (1995 kultúra, sport)
- Az év vállalkozója (2012 Közép-magyarországi régió)
- Polgárőr Érdemkereszt Aranyfokozata (2014)

- Judo világbajnokság II. hely (2009 Atalanta)
- Judo Európa-bajnokság III. hely (2015 Balatonfüred)
- Judo magyar bajnokság I. hely (2014, 2015 Százhalombatta), II. hely (2007 Budapest, 2010 Százhalombatta)
- Judo szlovák bajnokság I. hely (2013 Pozsony)
- Judo spanyol bajnokság II. hely (2016 Barcelona)
- Judo osztrák bajnokság II. hely (2013)